# Jules Van den Heuvel
Jules Van Den Heuvel, né à Gand le 16 novembre 1854 et mort le 22 octobre 1926 dans cette même ville, est un juriste, professeur d'université, homme politique catholique et diplomate belge.

## Biographie
Après une scolarité au Collège Sainte Barbe, il entre en 1873 à l'Université de Gand, il y étudia le droit en compagnie entre autres d'Albert Nyssens et fut donc docteur en droit mais également en sciences politiques et administratives. Il continua ses études à Paris, Berlin, Rome et en Angleterre. En 1879, il s'inscrit au barreau de Gand. Il participe avec Paul de Smet de Naeyer et Albert Nyssens à la fondation de l'hebdomadaire catholique L'impartial. 
Il devient professeur de droit public à l'Université catholique de Louvain à partir de 1883. Il fut le principal fondateur de l'École des sciences politiques et sociales. 
Sa carrière politique commence en 1899 quand il devient ministre de la Justice. Il détient ce portefeuille jusqu'en 1907 dans le gouvernement de Smet de Naeyer II. Il défend la loi sur le contrat de travail, le régime successoral des petits héritages, les unions de crédit, les jeux, l'acceptation de la Donation royale, la réforme de la procédure de divorce, la navigation, la réforme des sociétés anonymes, et la recherche de la paternité. Alors qu'il sort du gouvernement, il est nommé ministre d'État. En 1907, il est envoyé comme délégué de la  seconde Conférence internationale de la Paix à La Haye. Après avoir résigné son poste de ministre, il quitte la politique. 
Il est élu comme correspondant de la Classe des Lettres et des Sciences morales et politiques de l'Académie royale de Belgique le 4 mai 1908 et devient membre le 5 mai 1919.  
Il est l'un des rédacteurs, avec Paul Hymans et Henri Carton de Wiart, de la réponse à l'ultimatum allemand au début de la Première Guerre mondiale en août 1914. À la suite de l'invasion allemande de la Belgique, il suit le gouvernement belge à Anvers, puis au Havre en France. En 1915, le Premier ministre Charles de Broqueville l'envoie comme ministre plénipotentiaire de Belgique auprès du Saint-Siège, et cela jusqu'en 1918. Paul Hymans, envoyé à la Conférence de la Paix à Paris en tant que ministre des Affaires étrangères, demande son concours. Il établit le cahier des dommages subis par la Belgique. Il présida une des trois sections de la Commission des Réparations. En raison de sa santé, il arrêta toute fonction politique ainsi que son enseignement à l'université.
Il épouse le 19 janvier 1886, à Gand Augusta Cruyt (1862-1933) fille de Alexandre, avocat et député.
Sa fille Suzanne (1898- ) épousa le futur ministre d'État, Paul Struye tandis que sa file Marie-Antoinette, dite Mérinette fut active en politique, dans divers mouvements sociaux et devint échevine de Bruxelles. 
À la suite de son décès le 22 octobre 1926 à Gand, il est inhumé au cimetière de Mont-Saint-Amand.

## Hommages et distinctions
- Une rue lui est dédiée dans la ville côtière de Middelkerke.
- Grand officier de l'ordre de Léopold.